# 港未來 (地名)
港未來（日语：みなとみらい）是位於日本神奈川縣橫濱市西區的一個地名。現在港未來包括一丁目至六丁目，是已實施住居表示的地區。這一地區大致相當於橫濱港未來21的中央地區。